# Valacloche
Valacloche is een gemeente in de Spaanse provincie Teruel in de regio Aragón met een oppervlakte van 15,02 km². Valacloche telt 23 inwoners (1 januari 2016).

## Demografische ontwikkeling
Bron: INE, 1857-2011: volkstellingen